# Петька 3: Возвращение Аляски
Петька 3: Возвращение Аляски — компьютерная игра в жанре юмористического графического квест, разработанная компанией «Сатурн-плюс» и выпущенная компанией «Бука» 22 ноября 2001 года. Является прямым продолжением игры «Петька и Василий Иванович 2: Судный день» и третьей в серии игр «Петька». 7 ноября 2017 года, к столетию Октябрьской революции, компания «Бука» выпустила в цифровом магазине Steam переиздание игры с подзаголовком «Перезагрузка». Также доступна версия с английскими субтитрами под названием Red Comrades 3. Return of Alaska: Reloaded. Все оригинальные локации были дорисованы и адаптированы под современные компьютеры и мониторы, была добавлена поддержка геймпада и достижений Steam.

## Описание
Петька 3 представляет продолжение сюжета игры «Петька и Василий Иванович 2: Судный день» через несколько лет после событий, показанных в её окончании. Игра выпущена на новом движке, отличающемся от движка первых игр серии. В дальнейшем этот же движок используется во всех остальных «двухмерных» «Петьках». Главным отличием нового движка от предыдущего является монофункциональный курсор: игроку больше не нужно выбирать действия героев («ходить», «посмотреть», «поговорить», «взять», «использовать»), так как они уже предсказываются разными формами курсора.

## Сюжет
После благотворительного «рок-сейшна», организованного Фурмановым в «Петьке 2», Василий Иванович и Петька становятся известными рок-музыкантами. Но славе рано или поздно приходит конец, и спустя несколько лет главные герои накачиваются в баре дешевой выпивкой и вспоминают о былых временах. В бар заходит банда панков, завязывается драка, в которой Чапай и Петька побеждают. Но тут герои неожиданно исчезают во вспышке и появляются возле бара «Titty Twister» (отсылка к «Большим Сиськам» из кинофильма «От заката до рассвета»). У бара их забирает молодой человек, по одежде и повадкам похожий на агента ФБР, и куда-то везёт на машине. Неожиданно дорогу перебегает кролик, и машина попадает в аварию.
В начале героям необходимо оказать медицинскую помощь «агенту». Он представляется секретным агентом Моксом Фалдером (пародия на Фокса Малдера из «Секретных материалов») и сообщает, что опыты с машиной времени привели к тому, что деревня Гадюкино переместилась на Аляску. Массовая миграция русского населения может повлиять на тектонику и орбитальное движение планеты и, таким образом, привести к плачевным последствиям. Помощь героям могут оказать лишь сумасшедший профессор Гроссбаум и секретный агент Анна Мали (пародия на Дану Скалли), работающая под прикрытием проститутки.
В Ласт-Вегасе, ближайшем городе, Василий Иванович и Петька находят сумасшедшего профессора и узнают у него способ вернуть Гадюкино на место — взорвать Гросс-бомбу на заданных координатах. Получить бомбу можно только у военных. Для этого героям придется построить собственный бордель, чтобы скомпрометировать сержанта американской армии, как две капли воды похожего на Чапаева. Проникнув в кабинет сержанта, Чапай и Петька вписывают свои имена в список новобранцев и идут служить. Пройдя через тренировки, бразильские джунгли и Ирак, они получают повышение (из-за глупой фразы Петьки сержантское звание достаётся только Чапаеву) и доступ в склад оружия. При помощи сослуживца Гросс-бомба переправляется на Аляску. Заполучив карту штата, герои определяют место взрыва и закладывают бомбу. Задание выполнено. Петька и Чапай оказываются на отколовшейся льдине.

## Персонажи

### Главные
- Петька и Василий Иванович — представлены новыми двухмерными моделями. Эти же модели используются и в следующей, четвёртой игре серии.
- Анна Мали — потомок Анки, секретный агент ФБР, коллега Мокса Фалдера. Работает под прикрытием проституткой.
- Отец Фурмон — потомок Фурманова. Изменил фамилию и стал проповедником-мормоном.

### Второстепенные
- Мокс Фалдер — секретный агент ФБР, коллега Анны Мали. Поручает Петьке и ВИЧу спасти планету.
- Сержант Стив Хигенс — служащий американской армии. Любитель выпить и заняться сексом с извращениями. В его квартире находятся бутылки из-под выпивки, БДСМ-инструменты, секс-игрушки. Является двойником ВИЧа.
- Кузьмич — эмигрант из России, потомок пасечника Кузьмича из Гадюкино. Живёт на свалке, пытается заработать на жизнь абстрактными картинами в стиле Малевича. Тоскует по родине.
- Сникерс — бармен-растаман с Ямайки. Насмехается над русскими, имеет о них довольно стереотипное мнение.
- Доктор Гроссбаум (Гроссдаун) — сумасшедший учёный. Проводит зверские опыты над животными и людьми.
- Хохлы — торговцы с Украины, терпящие финансовый крах. Находятся в одной из сцен игры (Метро). Используют фразы из украинского языка и говорят с соответствующим акцентом.
- Мистер Грымзер — американский спортсмен-бейсболист, у которого Анна Мали хитростью отбирает клубную карточку. Затем его спасают Петька и Василий Иванович, за что он даёт им свой неисправный телевизор в обмен на клубную карточку.
- Бейсболист — охранник бейсбольного клуба, фанат команды «Скунсы»[5]. Отказывается пропустить главных героев без клубной карточки. В обмен на телевизор (который отдал проповеднику Фурмону) отдаёт Петьке и ВИЧу бейсбольную биту, указав на то, что она особенная[6].
- Дон Корлеоне — босс мафии, владелец склада, появляется на складе. Строит героям бордель, затем взамен на бордель, построенный им же, отдаёт Петьке и ВИЧу старый грузовик.
- Грузчики — подопечные Дона Корлеоне, два типичных американских рабочих. Работники склада. Отличаются низкой культурой речи, цинизмом и пьянством. В итоге оба погибли.
- Мафиози — подопечные Дона Корлеоне, вооружены стрелковым оружием с разрывными и отравленными патронами. Появляются в момент попытки Петьки и ВИЧа угнать старый грузовик и уходят когда герои покидают сцену у строительной фирмы. Окончательно уходят после того, как Петька и ВИЧ договариваются с их боссом о покупке грузовика.
- Санта-Клаус — имитатор роли Деда Мороза, которого похитили террористы. Появляется в канализации.
- Террористы — появляются в канализации, где держат в плену Санта-Клауса. Возможно, именно они убили подопечных Дона Корлеоне.
- Капрал Джонсон — находится на территории воинской части (сцена «Плац») недалеко от Ласт-Вегаса, в сторону Новой Мексики. Обучает Петьку и Чапаева и помогает им попасть на высшую должность в армии.
- Феликс — тренировочный компьютерный комплекс в армии, обучает Петьку и Чапаева. Будучи компьютером, обладает личностью. Слишком надменный, презирает людей.
- Дон Педро — мексиканец-контрабандист, любящий выпить. В обмен на грузовик доставляет героев в Аляску, поскольку на нём они туда всё равно не смогли бы добраться.
- Мэр — глава городка на Аляске. С ним персонажи договариваются на обмен карты на золото.
- Золотодобытчик Джозеф — житель Аляски, ненавидящий русских, помогает героям попасть в шахту.
- Скользкий Бобёр — индейский шаман. В обмен на порвавшийся бубен и мешок подарков помогает героям взорвать Гросс-бомбу, подарив амулеты.

## Использованные мелодии
- Марина Хлебникова — «Косые дожди» (улица перед баром)
- «Ти ж мене підманула» (на станции метро)
- «House of the Rising Sun» (на свалке)
- Status Quo — «You’re in the army now» (внутри воинской части)
- Tito and Tarantula — «After dark» (внутри бара «Большие сиськи»)
- The Red Elvises — «Boogie On The Beach» (улица перед баром)